# Seher Çakır
Seher Çakır (* 1971 in Istanbul, Türkei) ist eine Lyrikerin und Erzählerin türkischer Herkunft, die in Österreich lebt und in deutscher Sprache arbeitet.

## Werk
Çakır, die seit 1983 in Wien lebt, veröffentlichte ihre ersten lyrischen Texte in der zweisprachigen (deutsch/türkisch) Zeitschrift Öneri. In den Anthologien Die Fremde in mir (1999) und Eure Sprache ist nicht meine Sprache (2002) erschienen zudem Kurzgeschichten der Autorin.
Die Nationalbibliothek des deutschsprachigen Gedichtes in München nahm Çakır in ihre Publikation Ausgewählte Werke VI (2003) auf.
2005 Preisträgerin des Literaturwettbewerbes „Schreiben zwischen den Kulturen“ Veröffentlichung der Kurzgeschichte in der Anthologie „Wortstürmer“, Verlag Exil, Wien
2007/2008 Stipendiatin der Wiener Wortstätten, Theaterstück: Sevim und Savaş
2008/2009 erhielt sie das österreichische Staatsstipendium für Literatur.

## Bibliografie (Auswahl)
- Mittwochgedichte: türkisch-deutsch / Seher Çakır. Ins Türk. übertr. von der Autorin (2004)
- Eure Sprache ist nicht meine Sprache: Texte von Migrantinnen in Österreich; mit Beiträgen von Rubia Salgado, Ishraga Mustafa Hamid, Anna Kowalska, Seher Çakir u. v. m. (2002)
- Die Fremde in mir: Lyrik und Prosa der österreichischen Volksgruppen und Zuwanderer; ein Lesebuch / hrsg. von Helmuth A. Niederle (1999)
- Zitronenkuchen für die 56. Frau: Kurzgeschichtenband, deutsch / Seher Çakır, Edition Exil, Wien (2009)
- Ich bin das Festland, deutsch, Seher Çakır, Edition Exil, Wien (2012)